# Markus Ulbrich
Markus Ulbrich (* 1942 in Basel) ist ein Schweizer Dirigent und Musiker (Bratsche). 
Ulbrich ist der Sohn des Schweizer Dirigenten Hermann Ulbrich und der Schweizer Sängerin Helene Sandreuter. Er absolvierte an der Musik-Akademie der Stadt Basel und an der Hochschule für Musik in Freiburg im Breisgau Studien in Bratsche, Gehörbildung und Chorleitung. Darauf war er als Hospitiant bei diversen bekannten Knabenchören, zum Beispiel dem Thomanerchor in Leipzig, den Stuttgarter Hymnus-Chorknaben und dem Windsbacher Knabenchor. Seit 1968 ist er Dozent für Musiktheorie und Gehörbildung an der Staatlichen Hochschule für Musik in Freiburg im Breisgau. Im Jahr 1970 übernahm er die Leitung der von seinem Vater gegründeten und geführten Knabenkantorei Basel; er leitete den Chor bis 1980.